# Marie Viktorie z Arenbergu
Marie Viktorie z Arenbergu (francouzsky Marie Victoire d'Arenberg, 26. října 1714, Brusel – 13. dubna 1793, Štrasburk) byla členkou rodu Arenbergů a sňatkem s Augustem Jiřím z Baden-Badenu markraběnkou. V Baden-Badenu, kde byla známá jako Maria Viktoria, byla oblíbená pro svou laskavou povahu.

## Život
Narodila se v Bruselu jako Marie Viktorie Pavlína, vévodkyně z Arenbergu, nejstarší dcera vévody Leopolda Filipa z Arenbergu. Její matkou byla Maria Lodovica Francesca Pignatelli, vévodkyně z Bisaccia, hraběnka z Egmondu. Marie Viktorie byla také pravnučkou Ottona Enrica del Caretto, markýze ze Savony, který byl císařským vojenským velitelem stejně jako její otec. Jako členka rodu Arenbergů měla Marie Viktorie dovoleno užívat titul Jasnost, vzhledem k tomu, že Arenbergové měli status knížat Svaté říše římské.
Marie Viktorie byla jedním z pěti dětí, jejím jediným přeživším bratrem byl Karel Maria Raimund z Arenbergu, další význačný člen císařské armády. Marie Viktorie byla dětskou přítelkyní budoucí císařovny Marie Terezie.
Byla také sestřenicí Maria Henrietty de La Tour d'Auvergne, manželky falckraběte Jana Kristiána a matky posledního wittelsbašského kurfiřta Karla Teodora.
Marie Viktorie přijala přísnou katolickou výchovu a v pozdějších letech dala spoustu svého majetku na církevní účely. Aktivně se také zajímala o péči o děti a o katolické vzdělání mladých žen. Byla dobře vzdělaná v umění a hudbě.
7. prosince 1735 se jednadvacetiletá Marie Viktorie provdala za o osm let staršího markraběte Augusta Jiřího z Baden-Badenu, nejmladšího syna Ludvíka Viléma I. Bádenského a Sibyly Sasko-Lauenburské. August Jiří, původně předurčený církvi, opustil duchovní kariéru v roce 1735. V době sňatku byl bratrem vládnoucího markraběte Ludvíka Jiřího.
Manželství zůstalo bezdětné. Po smrti švagra Ludvíka Jiřího v roce 1761 se stal její manžel markrabětem a Marie Viktorie, v Německu známá jako Maria Viktoria, nejvýznamnější ženou u Baden-Badenského dvora; z této pozice vytlačila o dvacet let mladší vdovu po Ludvíkovi Jiřím Marii Annu Josefu Bavorskou, sestru kurfiřta Maxmiliána III. Josefa.
Jako markraběnka zřídila Marie Viktorie augustiniánský chór pro ženy v Rastattu, hlavním sídle badenských markrabat. Její manžel zemřel v roce 1771 bez vlastního dědice a tak markrabství přešlo na Karla Fridricha Bádenského, který zanechal Marii Viktorii bez domova.
Marie Viktorie odešla z Rastattu a usadila se v Ottersweieru, kde založila klášter. V klášterní škole se dívky naučily všechny dovednosti, které by mohly potřebovat jako budoucí matky a učitelky. V roce 1767 této škole odkázala většinu svého majetku, aby mohla dále trvat i po její smrti.
Marie Viktorie zemřela 13. dubna 1793 ve věku 78 let ve Štrasburku. Pohřbena byla ve Stiftskirche v Baden-Badenu po boku svého manžela.